# Víkurhyrna
Víkurhyrna är en bergstopp i republiken Island. Den ligger i regionen Norðurland eystra, 260 km nordost om huvudstaden Reykjavík. Toppen på víkurhyrna är 822 meter över havet.
Runt Víkurhyrna är det mycket glesbefolkat, med 4 invånare per kvadratkilometer. Närmaste större samhälle är Dalvík, omkring 20 kilometer sydost om Víkurhyrna. Trakten runt Víkurhyrna består i huvudsak av gräsmarker.